# Scharlakanshagtorn
Crataegus intricata är en rosväxtart som beskrevs av Johan Martin Christian Lange. Crataegus intricata ingår i Hagtornssläktet som ingår i familjen rosväxter.

## Underarter
Arten delas in i följande underarter:
- C. i. biltmoreana
- C. i. fortunata
- C. i. horseyi
- C. i. padifolia

## Bildgalleri

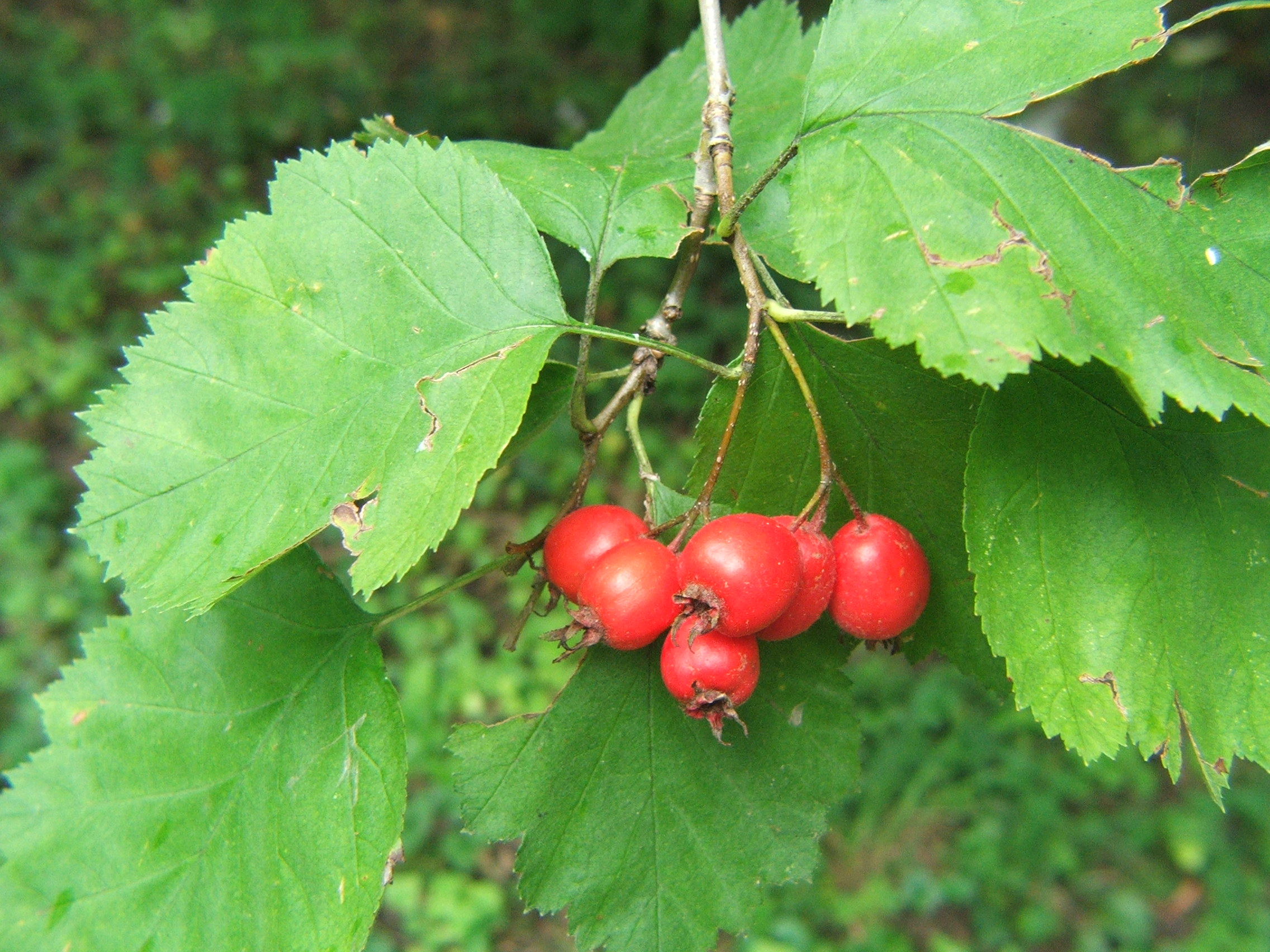